# عامل پارانویا (انیمه)
عامل پارانویا (ژاپنی: 妄想代理人 هپبورن: Mōsō Dairinin) یک مجموعه تلویزیونی انیمه ژاپنی به کارگردانی ساتوشی کن است. ساتوشی کن، کارگردان انیمه‌هایی همچون آبی تمام‌عیار و بازیگر هزاره در سریال ۱۳ قسمتی عامل پارانویا با روایتی بزرگ‌سالانه دربارهٔ فروپاشی درونی یک جامعه و انسان‌های آن قصه گفته است.

## داستان
وقتی یک فرد معروف اما به مشکل‌خورده در کار مشغول راه رفتن داخل خیابان‌هایی تاریک است، ناگهان صدایی می‌شنود. او می‌فهمد که باید از مهلکه بگریزد و می‌دود. اما زمین‌می‌خورد و بدون اینکه بداند به‌زودی همان محل زمین‌خوردن تبدیل به یکی از ترسناک‌ترین نقاط شهر برای او خواهد شد، سعی می‌کند طرح‌های خود را از روی آسفالت بردارد. ناگهان صدای حرکت سریع یک نفر با کفش اسکی چرخ‌دار به گوش هنرمند می‌رسد و او تا به خود می‌آید، مورد اصابت ضربهٔ محکم و دردناک یک چوب بیس‌بال قرار می‌گیرد…

## ساخت
ساتوشی کن ایده‌های استفاده‌نشده زیادی برای داستان‌ها و چیدمان‌هایی داشت که فکر می‌کرد خوب هستند، اما در هیچ‌یک از فیلم‌های او قرار نگرفته بودند، او که نمی‌خواست پروژه‌هایش را هدر دهد، تصمیم گرفت آن را به یک سریال تلویزیونی تبدیل کند که در آن از ایده‌های تجربی او استفاده شود. از مضامین اصلی این سریال محتوای اجتماعی، روان‌شناسی و معمایی آن است.

## بازخوردها
وب‌سایت جمع‌آوری نقد و بررسی راتن تومیتوز بر اساس ۱۲ بررسی منتقد (که میانگین امتیازشان به فیلم‌ها ۷٫۲/۱۰ بوده است) به این سریال امتیاز نادر ۱۰۰٪ را می‌دهد. اجماع نظرات منتقدان سایت چنین می‌گوید: «ساتوشی کن، نویسنده و کارگردان انیمه، دیدگاه تب‌آلود خود را به شکل سریالی در عامل پارانویا، با مدیتیشنی (تفکری) آزاردهنده دربارهٔ اضطراب فردی و اجتماعی، بیان می‌کند.»
جان ماهر از نشریه پیست، عامل پارانویا را به‌عنوان چهاردهمین مجموعه بهترین انیمه تاریخ فهرست کرد و آن را با دیگر آثار کن، پاپریکا و پرفکت بلو مقایسه کرد و افزود: (این سریال یک تمرین عالی در تریلر روان‌شناختی است)